# Hutarimbaru Sm
Hutarimbaru Sm is een bestuurslaag in het regentschap Mandailing Natal van de provincie Noord-Sumatra, Indonesië. Hutarimbaru Sm telt 809 inwoners (volkstelling 2010).